# Paracaesio caerulea
Paracaesio caerulea là một loài cá biển thuộc chi Paracaesio trong họ Cá hồng. Loài này được mô tả lần đầu tiên vào năm 1934.

## Từ nguyên
Tính từ định danh caerulea trong tiếng Latinh có nghĩa là “có màu xanh lam”, hàm ý đề cập đến màu xanh lam sẫm của loài cá này khi mẫu vật được ngâm trong cồn mạnh.

## Phân bố
P. caerulea ban đầu chỉ được biết đến ở vùng biển phía nam Nhật Bản, sau đó đã mở rộng phạm vi phân bố đến đảo Đài Loan và quần đảo Chesterfield.
P. caerulea được thu thập ở độ sâu khoảng từ 100 đến 355 m.

## Mô tả
Chiều dài cơ thể lớn nhất được ghi nhận ở P. caerulea là 50 cm. Cá có màu xanh lam nhạt ở lưng và thân trên, trắng dần hoặc ánh bạc ở phần thân dưới. Vây lưng và vây đuôi màu vàng nhạt, các vây khác màu trắng hoặc trong mờ.
Số gai ở vây lưng: 10; Số tia vây ở vây lưng: 10; Số gai ở vây hậu môn: 3; Số tia vây ở vây hậu môn: 8.

## Sinh thái
Ở Okinawa, mùa sinh sản của E. coruscans ước tính diễn ra từ tháng 4 đến tháng 9. Đây là loài có tuổi thọ cao, có thể sống đến khoảng hơn 50 năm tuổi.

## Thương mại
P. caerulea là một loài được khai thác trong thương mại.